# Oebalus pugnax
Oebalus pugnax – gatunek pluskwiaka z rodziny tarczówkowatych (Pentatomidae). Po raz pierwszy naukowy opis gatunku opublikował Johan Christian Fabricius w wydanym w 1775 dziele Systema entomologiæ. Nazwany został wówczas Cimex pugnax. 
Jest rodzimym mieszkańcem Ameryki Północnej. Pochodzi z Karaibów, kontynentalnych Stanów Zjednoczonych oraz Meksyku. Spotkać go można głównie na południu USA, w stanach takich jak: Arkansas, Teksas, Luizjana oraz Missisipi – w tak zwanym pasie ryżowym (Rice Belt). Żywi się ziarnami i pędami roślin uprawnych, w szczególności ryżu, ale także pszenicy czy kukurydzy, stąd uznawany jest za znaczącego szkodnika upraw.
W porównaniu do reszty tarczówkowatych, ma wąskie ciało. Osobniki dorosłe są jasnobrązowe i mają drobne, brązowe kropki z charakterystycznym żółtym wierzchem pancerzyka, na którego przodzie widnieją dwie, charakterystyczne spiczaste, skierowane do przodu wypustki. Larwy są w kolorach od białego do brązowego, a na środku ich tułowia widnieją ułożone regularnie czerwone paseczki i czarne kropki.

## Ekologia
Gatunek jest roślinożerny, zarówno larwy, jak i imagines często uszkadzają i dziurawią tkanki roślin. Odżywiają się roślinami takimi jak kukurydza i inne zboża, a w szczególności ryżem. Jednak nie muszą się odżywiać jednym rodzajem pokarmu, ich dieta jest zróżnicowana. 
Są to organizmy hemimetaboliczne. Samica wczesną wiosną składa jaja na spodnich stronach liści, najczęściej na roślinach dzikich, rosnących w okolicach pól uprawnych. Z nich wykluwają się larwy, które z początku pozostają w skupiskach niedaleko miejsca wyklucia. Larwy nie mają skrzydeł, są bardzo żarłoczne, nakłuwają rośliny aparatami kłująco-ssącymi. Gdy trochę urosną, robią się niezwykle ruchliwe i zaczynają podążać w stronę pól uprawnych, gdzie żywią się miękkimi ziarnami zbóż. Tam wyrastają im skrzydła i przekształcają się w postaci dorosłe.

## Znaczenie dla gospodarki
Oebalus pugnax to jeden z najbardziej znanych szkodników na polach z ryżem oraz zbożem w Ameryce Północnej. Najbardziej podatne na jego atak są jeszcze niestwardniałe ziarna ryżu (tworzy się tzw. pecky rice, „podziurawiony ryż”), a także świeżo wyrośnięte młode, małe rośliny – atak na nie prowadzi do zanikania pól z ryżem. Obecność ok. 230 osobników (zarówno larw jak i dorosłych) na 1000 roślin zbóż powoduje bardzo poważne i nieodwracalne straty. Całkowite usunięcie go z pól jest trudne. Głównym czynnikiem uniemożliwiającym pozbycie się owada jest jego mobilność i umiejętność życia w różnych warunkach. Spotyka się go nie tylko centralnie na polach, głównym miejscem, w którym występują te pluskwiaki, są obrzeża pól, a przenosząc się szybko i często z miejsca na miejsce utrudniają skuteczne użycie przeciw nim pestycydów.
Aktualnie prowadzone badania mają głównie na celu opracowanie skutecznych metod w walce z tym szkodnikiem. Główne metody działania opierają się na tępieniu dorosłych osobników zanim nastąpią widoczne ubytki w uprawach. Testowana jest między innymi skuteczność pestycydów takich jak pyretroidy oraz neonikotynoidy (np. dinotefuranu).